# Paola Zanni
Paola Zanni (12 giugno 1977) è un'ex calciatrice italiana, di ruolo difensore.

## Carriera

### Club
Paola Zanni ha iniziato la carriera nel calcio prettamente femminile con l'ACF Milan, squadra con la quale si laurea Campionessa italiana al termine del campionato 1998-1999 e conquista due Supercoppe consecutive, nelle edizioni 1998 e 1999, lasciando la società per la G.E.A.S. nella stagione 2000-2001 e per trasferirsi nuovamente la stagione successiva, indossando la maglia del Varazze nell'ultima stagione prima della decisione della società di non iscriversi al campionato successivo.

### Nazionale
Zanni vanta anche presenze nella nazionale italiana; inserita in rosa con la squadra che partecipa al Mondiale degli Stati Uniti 1999 dall'allora Commissario tecnico Carlo Facchin, durante il torneo viene impiegata in due incontri del gruppo B, quello del 20 giugno perso con la Germania e quello del 27 giugno dove fissa il risultato sul 2-0 con il Messico, vittoria oramai ininfluente e condividendo con le compagne l'eliminazione dal torneo.

## Palmarès
- Campionato italiano: 1

ACF Milan: 1998-1999
- Supercoppa italiana: 2

ACF Milan: 1998, 1999
- Campionato italiano di Serie B: 1

ACF Milan: 1993-1994